# Feuerwerker (grade)

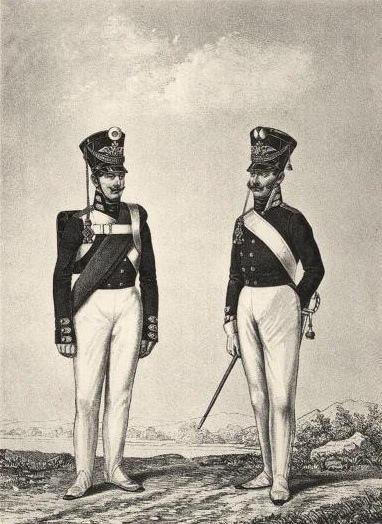
Canonier et feuerwerker de l'artillerie à pied de la garde, 1809-1810.

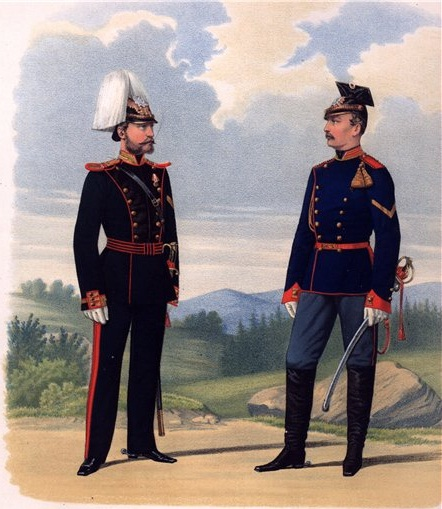
Piotr Goubarev, Feuerwerker de la brigade d'artillerie à cheval et homme du rang du régiment de la garde des uhlans, 1874.

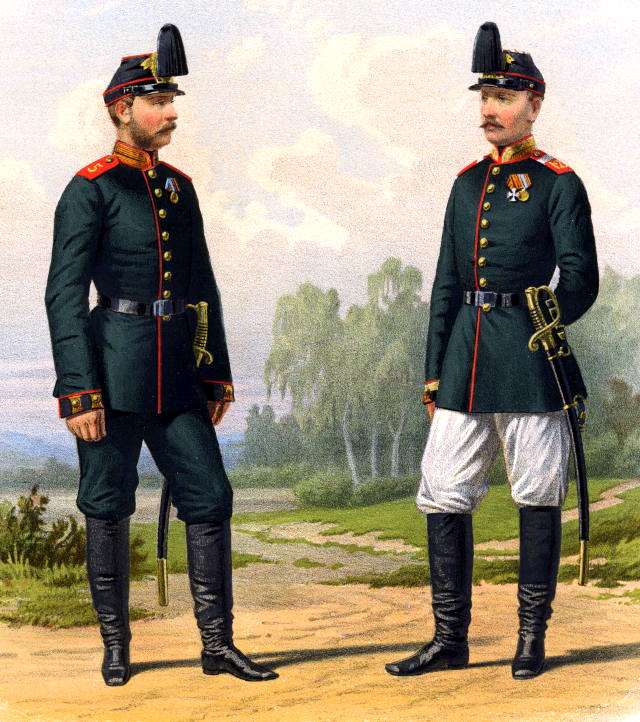
Canonier et feuerwerker.
1878.

Le feuerwerker (en russe : фейерверкер), de l'allemand artificier (Feuer : feu ; Werker : travailleur), est un grade de sous-officier (grade et fonction) dans l'artillerie des unités de l'Armée impériale russe, ainsi que dans d'autres armées européennes. 

## Histoire

### Russie
Ce grade est apparu dans l'armée russe au début du XVIIIe siècle, initialement seulement dans les troupes « jouet » et était égal au grade 
de caporal d'artillerie.
Après la réforme de 1884, deux grades apparaissent dans l'artillerie : 
- Vice-feuerwerker assimilé aux sous-officiers subalternes artilleurs dans d'autres branches de l'armée
- Ober-feuerwerker assimilé aux sous-officiers supérieurs artilleurs (peloton).

Il est attribué aux meilleurs bombardiers et canoniers : 
« Les feuerwerker étaient minutieusement préparés à la fois théoriquement et surtout pratiquement pour l'accomplissement des tâches du commandant immédiat du canon et pour le remplacement du commandant de peloton; ils exécutaient rapidement et avec précision les instructions pour viser et tirer, commander et superviser l'exécution des tâches du calcul avec des fusils et des boîtes de munitions. Les feuerwerker étaient des assistants indispensables aux officiers et servaient d'exemple à tous les soldats de la batterie en termes de connaissances pratiques du service, de conscience du devoir et de dévouement. »
Dans l'artillerie russe - le plus haut grade de sous-officier, introduit par Pierre Ier dans les « régiments-jouet » à la toute fin du XVIIe et, au début du XVIIIe siècle, il est inscrit dans la législation par la Charte militaire du 30 mars (10 avril) 1716. La fonction du grade comprenait le commandement d'un peloton d'artillerie, c'est-à-dire un équipage de deux canons, et avait sous ses ordres un vice-feuerwerker. Le titre était « Monsieur le Feuerwerker ». Par décret impérial du 8 novembre 1796, il fut renommé en feuerwerker principal. 
Dans l'artillerie à pied, les feuerwerker se distinguent par une dragone de cuir blanc avec un cordon de même couleur.

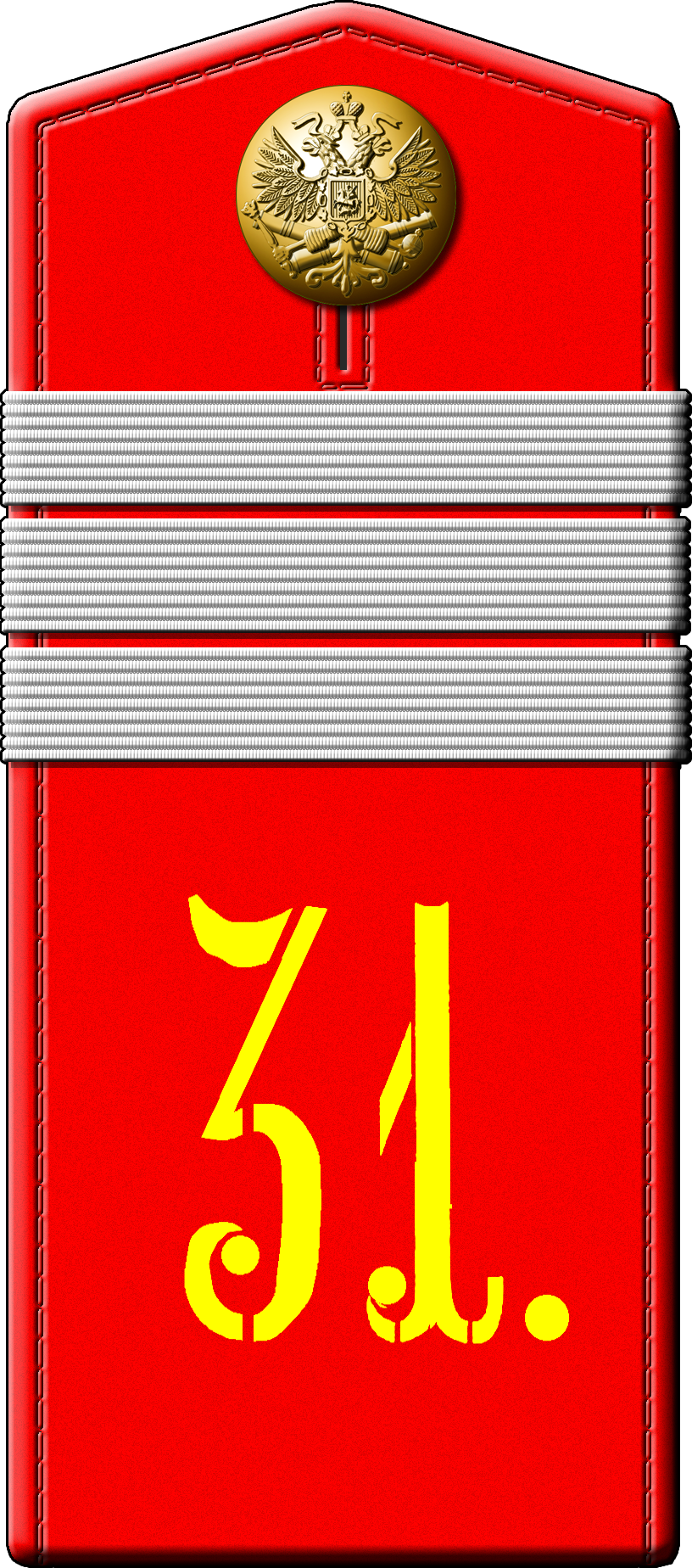
Épaulette d'ober-feuerwerker de la 31e brigade d'artillerie
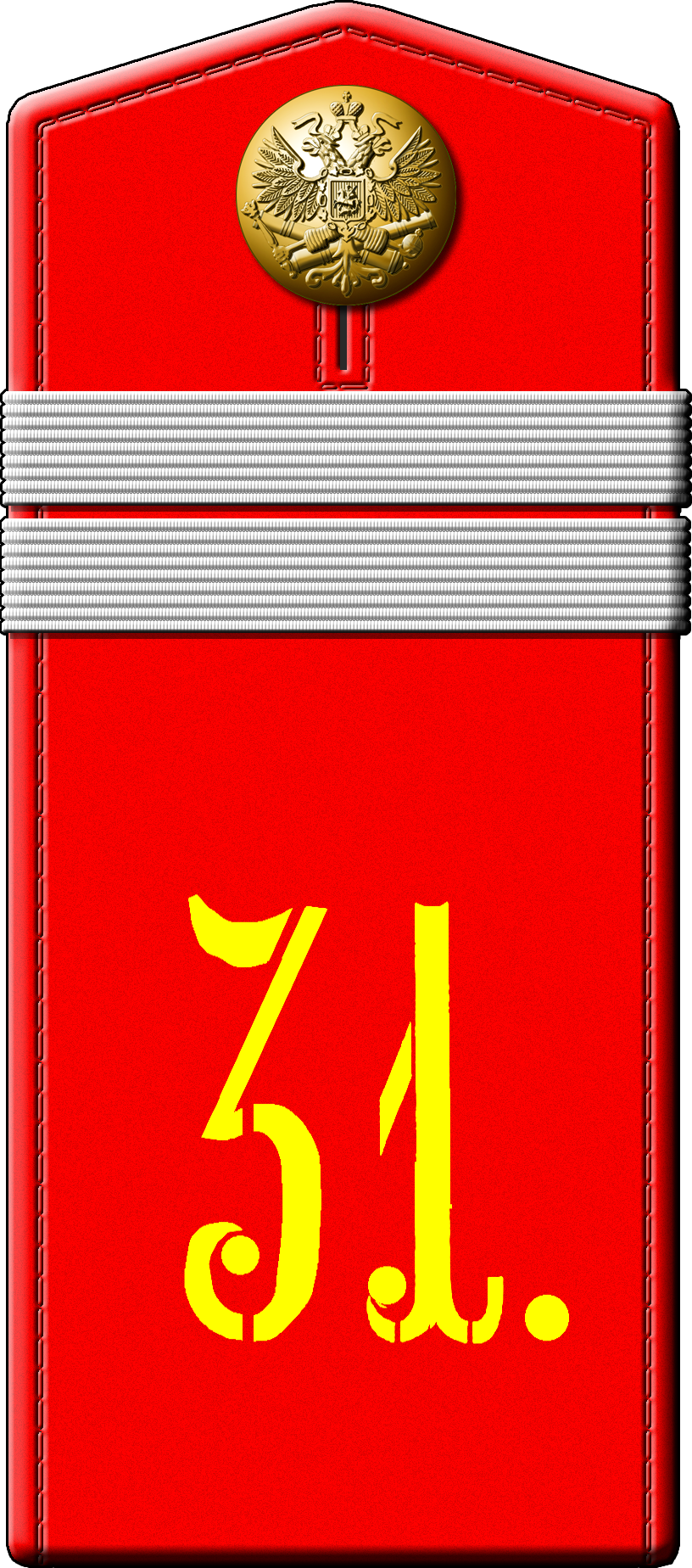
Épaulette de vice-feuerwerker de la 31e brigade d'artillerie

### Espace germanophone
La fonction de feuerwerker (artlllier) est mentionnée pour la première fois dans un document en 1406 à Nuremberg. Sa tâche principale était dans un premier temps de faire fonctionner les armes à feu d'artillerie de l'époque et de fabriquer des projectiles. Dans l'artillerie plus ancienne, les feuerwerker étaient utilisés pour faire fonctionner les projectiles (boulets, mortiers) et, avec les armuriers (qui étaient responsables des armes à feu, en particulier pour l'infanterie), formaient le premier grade d'artilliers. La plupart des feuerwerker provenaient du commerce des armuriers.
En 1533, l'empereur Charles Quint publie une ordonnance sur l'organisation des feuerwerker qui va être une ligne directrice pendant des siècles. À la tête d'un laboratorium, il y avait un « maître des artifices » qui était officier. En raison des connaissances et des compétences particulières requises pour leur travail, les feuerwerker, professionnellement organisés, appartenaient aux couches privilégiées de la classe des soldats jusqu'au milieu du XVIIe siècle.
Avec la formation des armées permanentes dans les États allemands, les feuerwerker ont été repris en tant que personnel administratif au rang de subordonnés dans les troupes d'artillerie à la fin du XVIIe et au début du XVIIIe siècle, et en Prusse en 1683.
Dès lors, les feuerwerker deviennent le nom d'un groupe supérieur de sous-officiers de l'artillerie,
Dans l'armée, les feuerwerker étaient sur un pied d'égalité avec les sous-officiers, les ober-feuerwerker (ou maîtres-feuerwerker) avec les sergents et c'étaient des officiers de pont dans la marine. Les supérieurs techniques des feuerwerker étaient généralement subordonnés à un capitaine d'artillerie en tant que maître des feuerwerker. En 1901, tout le personnel des feuerwerker était subordonné au Feldzeugmeisterei.
Des écoles spéciales sont fondées, par exemple en 1840 une école supérieure d'artillerie à Berlin et une école similaire à Munich en 1876.
Lorsque la Première Guerre mondiale éclate, les écoles supérieures de feuerwerker ferment; ce n'est qu'en 1918 qu'une école de guerre de feuerwerker reprend à Berlin-Spandau. À partir de 1868, les feuerwerker peuvent être promus lieutenants et plus tard même capitaines dans la Deutsches Heer après avoir passé un examen spécial.
En Autriche-Hongrie (de 1867 à 1918), le grade de Feuerwerker est équivalent à ceux de:
- Beschlagmeister I. Klasse (maître-maréchal de 1re classe), dans la cavalerie,
- Feldwebel (sergent), dans l'infanterie,
- Oberjäger (sergent de chasseurs) dans les  chasseurs alpins ,
- Rechnungs-Unteroffizier I. Klasse (sous-officier comptable de 1re classe),
- Regimentshornist (clairon),
- Regimentstambour (tambour de régiment)
- Wachtmeister, dans la cavalerie,
- Waffenmeister I. Klasse (armurier de 1re classe), dans l'armurerie,

## Source de la traduction
- (ru) Cet article est partiellement ou en totalité issu de l’article de Wikipédia en russe intitulé « Фейерверкер » (voir la liste des auteurs).

- (de) Cet article est partiellement ou en totalité issu de l’article de Wikipédia en allemand intitulé « Feuerwerker » (voir la liste des auteurs).